# Себастьян Собеський
Себа́стьян Собе́ський гербу Яніна (пол. Sebastian Sobieski; бл. 1552 — перед 26 березня 1615) — польський шляхтич, військовий та державний діяч Корони Польської у Речі Посполитій.

## Життєпис
Народився близько 1552 року. Один з синів ротімстра кавалерії Яна Собеського (бл.1518—1564) та його дружини Катажини з Ґдешинських. Мав старших братів Миколая і Марека.
Можливо, навчався у школі кальвіністів у Бихаві. Потім, як і брати, став римо-католиком. Певне, за сприяння Яна Саріуша Замойського 17 грудня 1576 був прийнятий до пажів двору короля Стефана Баторія. 1 травня 1584 був переведений до групи пол. jurgieltnikow (лат. salatariati saeculares), в якій був до смерті короля, після чого став прихильником Я. С. Замойського. Очевидно, брав участь в обороні Кракова від нападу військ архікнязя Максиміліана ІІ Габсбурга в 1587 році та битві під Бичиною 1588 року. У червні 1594 року король Сигізмунд III Ваза в Стокгольмі видав привілей, за яким війтівство у Щирці отримав Себастьян Собеський. У травні 1596 «авансував» на посаду хорунжого великого коронного після її звільнення братом Мареком.
На початку 1602 року на Люблінському сеймику був обраний послом Сейму. Передавав канцлеру Я. С. Замойському свіжі новини з Любліна та воєводства. Під час конфлікту короля з Я. С. Замойським дотримувався радше нейтралітету, а після смерті останнього став на сторону Сигізмунда III Вази. 5 липня 1607 року брав участь у битві під Гузувом на стороні короля. Від серпня 1609 року брав участь у поході військ під проводом Сигізмунда III Вази під Смоленськ та наступній облозі міста. За участь у поході отримав посаду Болеславського старости в Серадзькому воєводстві.

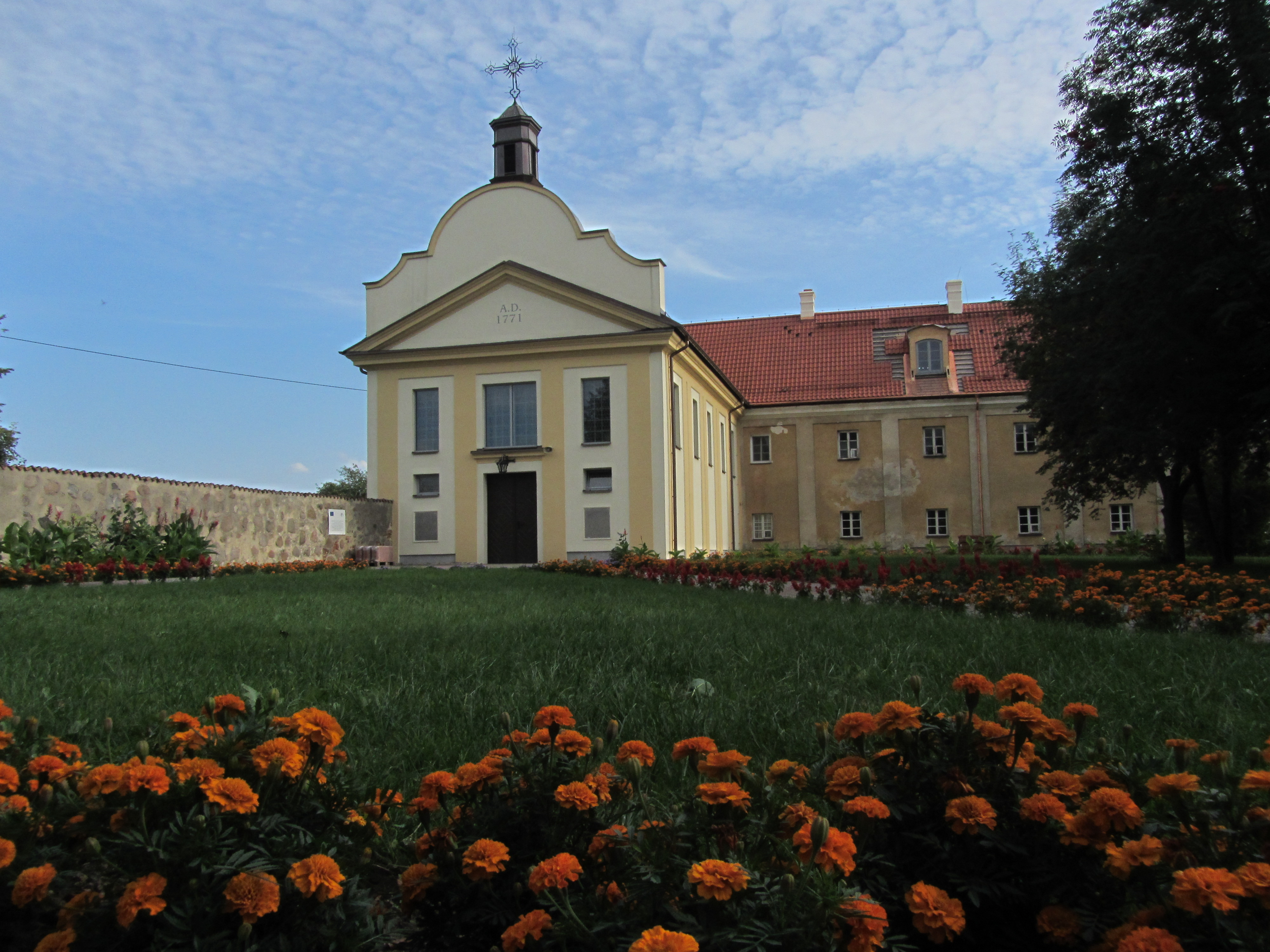
Місце ймовірного поховання

Помер перед 26 березня 1615. Певне, був похований у костелі бернардинів Тикоцина, де було поміщено присвячені йому та дружині таблички з епітафіями, які нині втрачені.

### Маєтності
1583 року з братом Мареком і стрийком Станіславом провели поділ маєтностей, належних до села Пилашковиці (пол. Pilaszkowice, нині в складі гміни Рибчевіце Свідницького повіту Люблінського воєводства), які стали його дідичним селом. У грудні 1596 року король надав йому кам'яницю у Львові, яку звали Кеглярівкою або Шембеківкою; у травні 1598 — села Острів, Семенівка та Кросно поблизу Щирця. 1600 року мав судовий процес з луківським старостою Павелом Мнішеком щодо викоритання сіл Ягідне (пол. Jagodne) і Броди (пол. Brody).

### Сім'я
Дружина — Анна з Вєнцборка Зебжидовська, донька Миколая; шлюб уклали перед 15 травня 1598. Діти:
- Томаш — господарював у Галичині, мав село Доманичі (Любельщина, 1626)
- Стефан (†1660, Львів) — єзуїт
- Зофія Констанція — дружина міраховського старости Зиґмунта Фердинанда Щепанського.[7]